# Моторама (фільм)
«Моторама» (англ. Motorama) — кінофільм.

## Сюжет
Жив-був хлопчик на ім'я Ґас. Батьки у нього постійно сварились, а Ґасу хотілось вільного та забезпеченого життя. Назбиравши трохи грошей, викравши автомобіль та перевів у готівку деякі чеки, Ґас вирушив в подорож країною, яка, судячи по назвам штатів, не була США.